# Magnolia viridula
Magnolia viridula là một loài thực vật có hoa trong họ Magnoliaceae. Loài này được (D.L. Fu, T.B. Zhao & G.H. Tian) Noot. mô tả khoa học đầu tiên năm 2008.